# Kery James

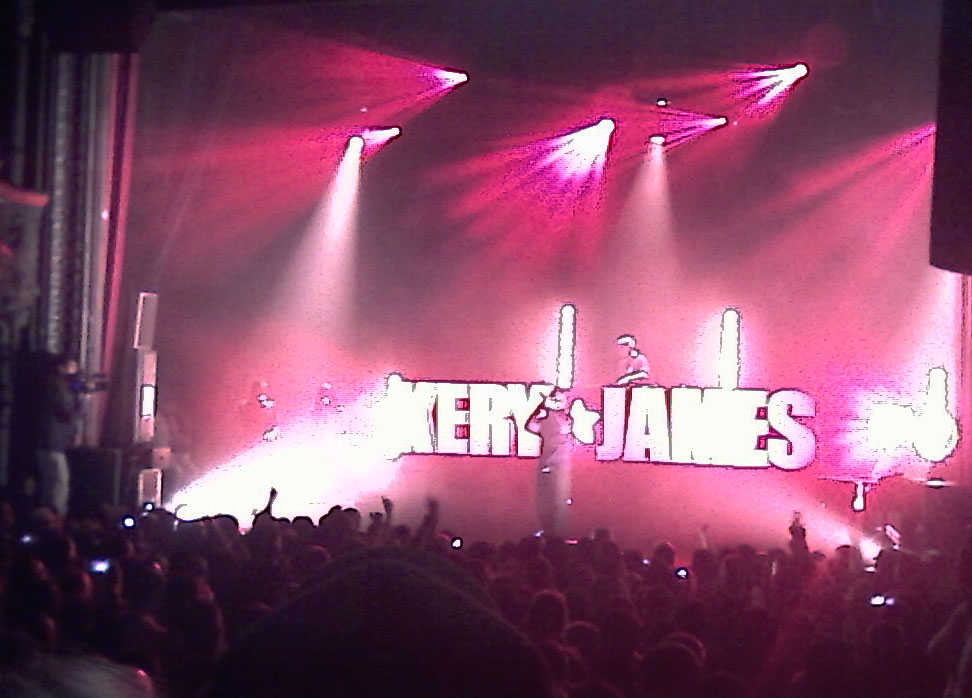
Kery James, 2008.

Alix Mathurin conocido como Kery James es un rapero nacido el 28 de diciembre de 1977 en Guadalupe de padres haitianos, residente en Orly.
Empezó a rapear con 12 años en el grupo Ideal J que se llamaba por entonces Ideal Junior. Entre 1992 y 1996 publicaron "La vie est brutale" y "Original MC". Ha formado parte del colectivo de rap Mafia K'1 Fry
En 1998 salió el tema "Hardcore", uno de los más conocidos del grupo, que fue boicoteado por radios y televisiones por la crudeza de las palabras e imágenes. Será considerado entonces uno de los mejores grupos de hip-hop francés. En 1999 la muerte de L.A.S. Montana su amigo de infancia, le alejará de la música para dedicarse de lleno al Islam. 
en 2001 publicó "Si c'était à refaire", muy alejado de sus primeros trabajos, con un flow más posado y maduro.
su último LP "Ma vérité" salió en 2005, con la colaboración, entre otros, de Iron Sy en el tema Hardcore 2005

## Discografía

### En solitario
- 2001: Si C'était À Refaire
- 2003: Savoir Et Vivre Ensemble
- 2005: Ma Vérité
- 2008: A L'Ombre Du Show Business
- 2009: Reel
- 2016: Mouhammad Alix
- 2018: J'Rap Encore

### Con Ideal J
- 1992: La vie est brutale (Maxi-single, as Ideal Junior)
- 1996: O'riginal MC's sur une mission
- 1998: Le Combat Continue

### ConMafia K'1 fry
- 1997: Les liens sacrés
- 1999: Légendaire
- 2003: La cerise sur le ghetto
- 2007: Jusqu'à la mort (+ reissue)

- Datos: Q1274944
- Multimedia: Kery James / Q1274944